# Twisted Edge Snowboarding
Twisted Edge Extreme Snowboarding (Twisted Edge Snowboarding en Europa) es un videojuego de snowboard lanzado para Nintendo 64, publicado por Midway en Norteamérica y por Kemco en Japón y Europa. Fue lanzado en Japón como King Hill 64: Extreme Snowboarding (キングヒル64 〜エクストリーム スノーボーディング〜 Kingu Hiru 64 〜Ekusutorīmu Sunōbōdingu〜?). Twisted Edge Extreme Snowboarding no fue muy bien recibido ni comercial ni críticamente.

## Jugabilidad
Este juego de snowboard alpino incluye siete pistas, múltiples personajes y tableros, y muchos trucos. Se puede jugar en modo competición, desafío de acrobacias y VS para dos jugadores. Carrera y Modo Práctica, que incluye un fantasma de la mejor carrera. Las funciones ocultas incluyen nuevos personajes y tableros, atajos secretos en las pistas y modo reflejado.

## Desarrollo
Twisted Edge Snowboarding se anunció el 10 de junio de 1997, justo cuando comenzaba su desarrollo. Kemco iba a publicar el juego, pero Midway adquirió los derechos para publicar el juego el 15 de octubre de 1997.
El diseño del juego se inspiró en gran medida en la serie Wave Race. Gran parte del código del juego fue reciclado del primer juego de Nintendo 64 de Boss Game Studio, Top Gear Rally. En particular, usaba los mismos complementos Alias
Mientras Kemco todavía era el editor, la división japonesa de la compañía presionó para que el juego incluyera un modo historia en la versión japonesa, en parte debido a una investigación de mercado que determinó que Wave Race 64 se habría vendido mejor en Japón si hubiera tenido una historia. Boss Games adoptó un enfoque irónico para agregar una historia al juego y optó por hacer que el modo historia sea un huevo de Pascua desbloqueable en la versión estadounidense.
El 22 de enero de 1998, el juego se retrasó 4 meses. El juego finalmente se lanzó el 10 de noviembre de 1998 en los Estados Unidos, seguido de un lanzamiento japonés más de un mes después (18 de diciembre), antes de ser portado a la región PAL y lanzado el 12 de marzo de 1999.

## Recepción
El juego recibió críticas "mixtas" según el sitio web agregación de reseñas Metacritic.
Los críticos tenían opiniones encontradas sobre el juego y lo calificaron como una gran decepción. Los críticos criticaron a Boss Game Studios por retrasar el juego durante 4 meses para hacerlo "lo mejor posible". Al retrasar el título, 1080° Snowboarding fue lanzado antes del retraso de Twisted, que vendió más unidades y ahora está etiquetado como un clásico. Según los críticos, todo en el juego fue mediocre. La música era agradable, pero la jugabilidad era frustrante y los gráficos no estaban a la altura de los estándares que había establecido "1080° Snowboarding".